# Xã Clearspring, Quận LaGrange, Indiana
Xã Clearspring (tiếng Anh: Clearspring Township) là một xã thuộc quận LaGrange, tiểu bang Indiana, Hoa Kỳ. Năm 2010, dân số của xã này là 4.181 người.